# Vărzaru
Vărzaru – wieś w Rumunii, w okręgu Ardżesz, w gminie Merișani. W 2011 roku liczyła 473 mieszkańców.